# Thomas Hylland Eriksen
Geir Thomas Hylland Eriksen (født 6 . februar 1962, død 27. november 2024) var en norsk socialantropolog. Han var professor ved Sosialantropologisk institut, Universitetet i Oslo. Internationalt er han mest kendt for sin forskning i etnicitet, nationalisme og globalisering. I Norge er han mest kendt for sit engagement for at formidle socialantropologi og et socialantropologisk perspektiv på et flerkulturelt samfund, globalisering, identitet og en række samfundsspørgsmål gennem debat, medierne og sit faglitterære forfatterskab.

## Liv og arbejde
Thomas Hylland Eriksen voksede op på Nøtterø i Vestfold og var elev ved Tønsberg gymnasium. Han var som teenager aktiv i Unge Venstre med interesse for blandt andet anarkismen.
Som del af studierne ved Universitetet i Oslo foretog Thomas Hylland Eriksen antropologiske feltstudier på Trinidad og Mauritius. Hovedopgaven fra 1987 hed Ethnicity in Mauritius: its meaning, organisation and relevance. Han blev dr.polit. i 1991 og professor ved Universitetet i Oslo fra 1995, 33 år gammel.
Thomas Hylland Eriksen begyndte i slutningen af teenageårene som skribent i den antiautoritære Gadeavisen og var redaktionsmedlem fra ca. 1982 til 1988. Han var siden redaktør for tidsskrifterne Samtiden (1993–2001) og Norsk Antropologisk Tidsskrift (1993–1997), og medlem af en række redaktionsråd i internationale tidsskrifter. Han var en aktiv samfundsdebattør i massemedierne. Han var blandt andet engageret i kritik af norsk nationalisme, og regnes som specialist på identitet, etnicitet, globalisering, kreolisering og glokalisering. Han skrev en lang række bøger på norsk og engelsk, som er oversat til over 30 sprog.
Han blev i 2000 tildelt prisen for god forskningsformidling ved Universitetet i Oslo. I 2002 blev han tildelt Norges forskningsråds formidlingspris. Forskningsrådet begrundede tildelingen sådan: "Hans formidlingsinnsats er imponerende, den viser stor bredde og et aktivt samfundsengagement, og går langt ud over Norges grænser."
Fra 2004 til 2010 ledte Hylland Eriksen det tværfaglige forskningsprogram Culcom (Kulturel kompleksitet i det nye Norge), som udforskede kulturel mangfoldighed i dagens norske samfund. Monografien Samfund (2010) opsummerer en del af de empiriske resultater og teoretiske indfaldsvinkler fra programmet.
Hylland Eriksen argumenterede i sine polemiske essays både mod nationalisme og multikulturalisme, og betragtede identitetspolitik som et blindspor og kosmopolitisme som et alternativ. Han var en af sin generations mest produktive socialantropologer, og hans fagbøger og artikler læses på mange sprog af studenter over hele verden.
I 2005 spillede han med i filmen Thomas Hylland Eriksen og historien om origamijenta.
Eriksen var gift med forlagsdirektør Kari Spjeldnæs.
I 2011 blev Thomas Hylland Eriksen tildelt et forskningsstipendium fra Det europæiske forskningsråd (ERC) for projektet "Overheating: The Three Crises of Globalisation". Projektet, som startede i sommeren 2012, studerede tre centrale kriser skabt af globaliseringen (økonomi, miljø, identitet) komparativt og tværfagligt. Projektet blev afsluttet foråret 2017.
I 2015 blev Thomas Hylland Eriksen valgt til præsident i EASA, European Association of Social Anthropologists. I 2013 blev han valgt ind i Det Norske Videnskaps-Akademi i gruppen for kulturfag og æstetiske fag. Han var æresdoktor ved Stockholms Universitet og eksternt videnskabeligt medlem af Max-Planck-Gesellschaft.

### Faglitteratur
- 1988: Communicating Cultural Difference and Identity: Ethnicity and Nationalism in Mauritius. (Baseret på hovedopgaven Ethnicity in Mauritius : its meaning, organisation and relevance).
- 1989: Hvor mange hvide elefanter? Kulturdimensionen i bistandarbejdet (redaktør) ISBN 82-417-0019-9
- 1991: Ethnicity and two nationalisms : social classification and the power of ideology in Trinidad and Mauritius, doktorgrad
- 1991; Vejen til et mere eksotisk Norge Forsvar for kulturel mangfoldighed. Et «Blindern-produkt» iflg. Hylland Eriksen. ISBN 82-417-0094-6
- 1992: Us and Them in Modern Societies: Ethnicity and Nationalism in Trinidad, Mauritius and Beyond.
- 1993; Typisk norsk: essays om kulturen i Norge ISBN 82-7003-121-6
- 1993; Ethnicity and Nationalism. Anthropological Perspectives ISBN 0-7453-0701-9 (2 . udgave 2002, 3 . udgave 2010)
- 1993; Små steder – store spørgsmål. Indføring i socialantropologi
- 1993: Kulturterrorismen: Et opgør med tanken om kulturel renhet ISBN 82-430-0151-4
- 1994: Kulturelle vejkryds. Essays om kreolisering om kulturblanding ISBN 82-00-03935-8
- 1994: Kulturforskelle i praksis (med Torunn Arntsen Sajjad) (6 reviderede udgaver, sidste i 2014)
- 1995; Det nye fjendebillede Her advarer han mod at lade kulturelle kategoriseringer og forenklede billeder af islam danne grundlaget for politisk handling. Bogen kom i ny udvidet udgave efter 11 . september-angrebene under titlen Bag fjendebilledet.
- 1995: Smældede Places – Large Issues Omarbejdet og forkortet version af Små steder... (2 . udgave 2001, 3 . udgave 2010, 4 . udgave 2015)
- 1996: Kampen om fortiden (oprindeligt udgivet på svensk: Historien, myt och identitet)
- 1997: Charles Darwin, ISBN 82-05-25305-6
- 1997: Flerkulturel forståelse (redaktør), ISBN 82-518-3575-5
- 1998: Common Denominators. Ethnicity, Nation-building and Compromise in Mauritius
- 1999: Egoisme (sammen med Dag O. Hessen), ISBN 82-03-22388-5
- 1999: Ambivalens og fundamentalisme (redaktør med Oscar Hemer)
- 2001: Øjeblikkets tyranni. Rask og langsom tid i informationalderen oversat til en række sprog, engelsk titel Tyranny of the moment : fast and slow time in the information ærefrygt, ISBN 82-03-22821-6
- 2001: A History of Anthropology (sammen med Finn Sivert Nielsen, 2 . udgave 2012)
- 2002: Til verdens ende og tilbage: antropologiens historie (sammen med Finn Sivert Nielsen, udvidet version af A history of anthropology), ISBN 82-7674-291-2
- 2003: Globalisation: Studies in Anthropology (redaktør)
- 2004: Hvad er socialantropologi, 150-siders lyninnføring i faget. ISBN 82-15-00495-4
- 2004: What is Anthropology? (oversat version af Hvad er socialantropologi med to ekstra kapitler)
- 2004: Rødder og fødder: identitet i en omskiftelig tid om historie og identitet ISBN 82-525-5182-3
- 2005: Internet i praksis : om teknologiens uregjerlighet (redaktør) ISBN 82-304-0005-9
- 2005: Menneske og samfund: samfundsfag, sociologi, socialantropologi (sammen med Erik Sølvberg og Hans Arne Kjelsaas), ISBN 82-03-33300-1
- 2006: Engaging anthropology: the case for a public presence, ISBN 978-1-84520-065-7
- 2006: Kosmopolitikk (med Halvor Finess Tretvoll) ISBN 82-02-26565-7
- 2006: Normalitet (redaktør med Jan-Kåre Breivik)
- 2006: Tryghed (redaktør)
- 2007: Frihed (redaktør med Arne Johan Vetlesen)
- 2007: Globalization: The Key Concepts, (2 . udgave 2014)
- 2007: Grænser for kultur? (redaktør med Øivind Fuglerud)
- 2008: Storeulvsyndromet: Jagten på lykken i overflodssamfundet, ISBN 978-82-03-29126-5
- 2008: Globalisering: Otte nøglebegreber (fornorsket version af Globalization)
- 2009: Paradoxes of Cultural Recognition (redaktør med Sharam Alghasi og Halleh Ghorashi)
- 2010: A World of Insecurity: The Anthropology of Human Security (redigeret med Ellen Postyr og Oscar Salemink)
- 2010: Samfund
- 2010: Kulturel kompleksitet i det nye Norge (redigeret med Hans Erik Næss), ISBN 978-82-7477-528-2
- 2011: Søppel: Affald i et værdet af bivirkninger
- 2012: På stedet løb: Konkurrencens paradokser (med Dag O. Hessen)
- 2012: Den globale drabantby (redaktør med Sharam Alghasi og Elisabeth Ejede). ISBN 978-82-02-38655-9
- 2013: Fredrik Barth: En intellektuel biografi, ISBN 978-82-15-02232-1
- 2014: Anthropology Now and Next: Essays in Honor of Ulf Hannerz (redaktør med Christina Garsten og Shalini Randeria). ISBN 978-1-78238-449-6
- 2015: Fredrik Barth: An intellectual biography (oversat og redigeret udgave af den norske biografi)
- 2016: Overheating: An Anthropology of Accelerated Change (juli 2016)
- 2016: Identities Destabilised: Living in an Overheated World (redigeret med Elisabeth Schober)
- 2017: Knowledge and Power in an Overheated World (redigeret med Elisabeth Schober). Gratis e-bog, nedlastbar her Arkiveret 2. marts 2018 hos  Wayback Machine.
- 2018: An Overheated World: An Anthropological History of the Early Twenty-First Century (redaktør)

### Skønlitteratur
- 1999: Sidste dages heldige, roman, ISBN 82-03-18177-5
- 2012: Vejen til Barranquilla, roman, ISBN 978-82-03-35207-2

### For unge
- 2012: Det som står på spil, illustrationer ved Siri Dokken